# Траурные сороки
Траурные сороки (лат. Platysmurus) — род птиц семейства врановых.
В состав рода включают два вида:
| Изображение | Научное название        | Русское название | Распространение                                        |
| ----------- | ----------------------- | ---------------- | ------------------------------------------------------ |
|             | Platysmurus leucopterus | Траурная сорока  | Бруней, Индонезия, Малайзия, Мьянма, Сингапур, Таиланд |
|             | Platysmurus aterrimus   |                  | Эндемик Борнео                                         |